# 林口站 (黑龙江省)
林口站，位于中华人民共和国黑龙江省牡丹江市林口县林口镇，是林密铁路、图佳铁路上的火车站，建于1936年，哈尔滨铁路局管辖。

## 車站周邊
- 中国建设银行林口站前分理处
- 碧海蓝天购物广场
- 中国农业银行林口支行
- 林口县林口地税局
- 林口县交通局
- 林口县图书馆
- 百惠商务宾馆
- 中国邮政储蓄银行站前大街支行

## 歷史
- 建于1936年。